# Catagramma cantinela
Catagramma cantinela är en fjärilsart som beskrevs av Rudolf Bargmann 1929. Catagramma cantinela ingår i släktet Catagramma och familjen praktfjärilar. Inga underarter finns listade i Catalogue of Life.